# Windsor Noncent
Ralph Windsor Noncent (Clichy, 12 giugno 1984) è un ex calciatore francese naturalizzato haitiano, di ruolo difensore.

## Biografia
Ha un fratello gemello, Ralph Noncent, anch'egli calciatore.

## Carriera

### Club
Nel 2005, dopo aver giocato in Francia con il Sedan 2, si trasferisce in Germania, al DJK TuS Hordel. Nel gennaio 2006 torna in Francia, all'Amnéville. Nell'estate 2006 passa al Levallois. Nel 2007 si trasferisce in Ungheria, all'Újbuda. Nel 2008 viene acquistato dal Don Bosco, club della massima divisione haitiana. Nel 2009 torna in Francia, al Drancy, in cui milita fino al 2015.

### Nazionale
Ha debuttato in Nazionale il 17 aprile 2007, nell'amichevole El Salvador-Haiti (0-1), decisa da una sua rete. Ha partecipato, con la Nazionale, alla Gold Cup 2007. Ha collezionato in totale, con la maglia della Nazionale, 9 presenze e una rete.